# Dipturus tengu
Dipturus tengu is een vissensoort uit de familie van de Rajidae. De wetenschappelijke naam van de soort is voor het eerst geldig gepubliceerd in 1903 door Jordan & Fowler.